# Year Walk

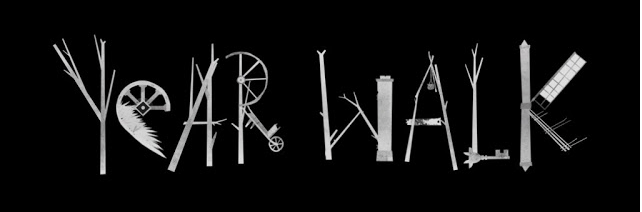
Logo hry

Year Walk (česky Každoroční cesta) je survival horor adventura od švédské společnosti Simogo z roku 2013. Hra byla vydána 21. února 2013 pro operační systém iOS, 6. března 2014 pro Windows a 3. dubna 2014 pro OS X. Příběh Year Walk je založen na staré Švédské tradici årsgång (česky právě Každoroční cesta), která měla tomu, kdo jí projde, ukázat budoucnost.

## Děj

### Stručný popis

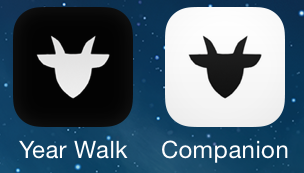
Ikony Year Walk a Companionu (v iOS)

Hra Year Walk začíná, když bezejmenný hlavní hrdina (hráč) navštíví svou přítelkyni Stinu, která jej zrazuje od jeho rozhodnutí projít Year Walk a upozorňuje jej na různá nebezpečí, která se točí kolem tohoto zvyku. Zmiňuje také svého bratrance, který během této tradice zemřel. Hráč se vrací domů a v noci zahajuje svou cestu. Během cesty se hráč setkává s mnoha postavami švédských pověstí, řeší hádanky (resp. puzzle). Na konci cesty se hráči ukáže pohled do budoucnosti hlavního hrdiny se slovy Už tě nemiluju a tělo jeho přítelkyně Stiny, která zemřela na následky pobodání.
Ke hře jako takové je dodávána aplikace Companion, která děj dovypráví a popisuje hráči charakteristiku jednotlivých nadpřirozených postav ve hře.
Hra nabízí díky Companionu také dokončení příběhu, který spočívá v započetí nové hry a vyřešení první hádanky znovu (jiným způsobem), což odemkne text, který příběh dovypráví.

### Průvodce hrou
Hádanky v samotné hře, které posouvají příběh kupředu, jsou obecně obtížně řešitelné. Přestože se celý děj odehrává na poměrně malé ploše, je hráč nucen dávat pozor na různé symboly a gesta nadpřirozených bytostí a musí pro postup plnit různé úkoly.

#### Prolog
Na úplném začátku hry se hráč ocitá u svého domku. Odtud se musí dostat do mlýna, kde má schůzku se Stinou. Protože se ve hře lze pohybovat pouze čtyřmi směry (nahoru – severně, dolů – jižně, doleva – západně a doprava – východně), a hra vás ne vždy pustí do všech směrů, je poměrně jednoduché nalézt cestu. Cesta k mlýnu je relativně krátká: jděte severně, poté stále doleva, až před sebou uvidíte hromadu klád. U ní jděte severně. Postupujte doleva tak dlouho, až se objeví možnost jít zpět (dole na obrazovce). Jděte tím směrem a uvidíte trojnožku nad ohništěm. Opět jděte severně, znovu severně, mírně doleva a opět severně.
Vstupte do mlýna, kde už na vás čeká Stina. Promluvte si s ní a odejděte zpět ke svému domu, do kterého vejděte. Spustí se úvodní animace a hra začíná.

#### 1. část
Od domu se vydejte mírně doleva a severně. Jděte dále vpravo a opět severně, poté znovu vpravo a severně po cestě. Opět jděte vpravo a severně podle stop. Došli jste k malé budce, do které vejděte.
Ze stropu visí ošklivá panenka, a po jejích stranách jsou na dřevěné zdi namalované sovy. Zatočte panence několikrát hlavou (pohybem zprava doleva). Začne hrát hudba a panenka začne ukazovat rukama na sovy. Jedná se o klíč, který v budoucnu použijete (vyplatí se zapsat si jej). Kombinace je následující: levá, obě, levá, pravá, pravá, obě, levá, obě. Poté, co se panenka přestane točit a ukazovat rukama (a její obličej bude celý od krve), vyjděte z budky a vydejte se doleva a severně.
Jděte doleva a dojdete k bráně ve zdi. Pokuste se vstoupit branou, což spustí animaci, ve které vám jakási žena (Skogsåret neboli Huldra, strážkyně lesa) ukazuje, že potřebujete klíč. Úkolem hráče je tento klíč získat. Vraťte se k budce, od které pokračujte směrem doprava a poté jižně. Jděte dále trochu doprava a následně opět jižně. Narazíte na vysoký kámen, na kterém jsou znázorněné dva otisky prstů. Prozatím jej ignorujte (vrátíte se později) a jděte ještě trochu doleva, jižně a poté trochu doprava. Narazíte na ženu, kterou jste viděli u zamčené brány. Následujte ji (doleva, severně, doprava, severně, doprava). Dostanete se k velkému stromu, do kterého žena vejde, ale ihned za ní se vchod uzavře. Nyní přichází řada na kód, který jste se dozvěděli od ošklivé panenky v budce. Na větvích stromu sedí dvě sovy, a když se jich dotknete, zahoukají. Dotkněte se jich v pořadí, které znáte od panenky a vstupte dovnitř.
Ve stromě se nachází velké množství dveří a podle zvuku, které vydávají má hráč zjistit, do jakých jít. Cesta vede přes druhé dveře na levé straně. V následujícím patře jděte opět vlevo a vstupte do čtvrtých dveří. O patro výše vstupte do třetích dveří vlevo a v následujícím patře do druhých nalevo. V posledním patře vejděte do sedmých dveří nalevo. Poté vás strom přenese před vchod a obdržíte klíč. Naneštěstí se klíč rozpadne. Nezbývá nic jiného, než jít získat klíč jinou cestou.

#### 2. část
Od stromu se vydejte jižním směrem. Pokračujte dále doleva a opět jižně. Jděte znovu doleva, kolem vysokého kamene s otisky prstů a opět jižně. Jděte doleva, dokud dole na obrazovce neuvidíte začátek klády. Přejděte po kládě přes řeku a poté jděte stále doprava. Až dorazíte na konec mapy, vynoří se z potoka Bäckahästen (Kůň z potoka), který po vás chce přinést čtyři duše mrtvých dětí (Mylingen, děti, které byly zabity většinou svou vlastní matkou, která nebyla vdaná a nemohla by dítě uživit. Takové dítě bylo většinou vhozené do potoka, či bažiny.), které naleznete různě po lese.
K prvnímu dítěti jděte (od Bäckahästena) doleva, následně nahoru (po kládě na druhý břeh). Jděte stále doleva, dokud nenarazíte na krvavé skvrny na zemi. Jděte úplně doleva až na konec mapy. „Zatáhněte“ (iOS verze) za konec mapy a zjistíte, že pokračuje. Musíte však několikrát takto táhnout a na úplném konci se nachází duše prvního dítěte. Držte dítě, aby neuteklo a vraťte se k Bäckahästenovi (jakmile přejdete kládu přes řeku, můžete dítě pustit).
Vydejte se pro druhé dítě. Vyjděte od řeky nahoru po kládě a jděte doprava, severně, doprava, dále pokračujte kolem vysokého kamene a následně pak severně. Jděte doleva a uvidíte vozík. Ten odsuňte doprava a opět uchopte dítě, které bylo pod ním a doveďte ho k Bäckahästenovi.
K třetímu dítěti se dostanete tak, že půjdete k vozíku, kde bylo druhé dítě, a odtud doprava a severně. Následně se vydejte doleva kolem budky a poté jižně. Pokračujte doleva a opět jižně. Znovu jděte doleva a uvidíte na zemi kaluže krve. Stoupněte si doprostřed a otočte zařízení (verze iOS) „vzhůru nohama“. Uchopte dítě a vraťte se k řece.
Čtvrté dítě se nachází v mlýně, kde jste měli na začátku schůzku se Stinou. K mlýnu se od řeky dostanete následovně; jděte doleva, přes kládu na druhý břeh, opět doleva a severně, znovu doleva a severně, pokračujte severně, poté doleva a severně a ještě jednou doleva a severně. Vejděte do mlýna, kolem kterého jsou také kaluže krve. Uvnitř zatočte soukolím. Po kontaktu s matkou vyjděte ven a uchopte duši dítěte a vraťte se k Bäckahästenovi, který vám dá klíč k bráně. Než však stihnete klíč vzít, přiletí havran, ukradne jej zobákem a uletí.

#### 3. část
Poté, co Bäckahästen zmizí s dětmi pod hladinou, se na ní objeví čtyři modré plamínky. Musíte je všechny sebrat (rychle za sebou). Poté se spojí v jeden velký plamen. Ten vezměte podobně jako jste nesli děti a vydejte se do jeskyně. K té se dostanete, když přejdete kládu, půjdete doleva a severně, a poté znovu doprava a severně. Pokračujte znovu doprava a severně. Nyní jste došli k jeskyni. Vstupte a prozkoumejte jí pomocí plamene vlevo i vpravo (naleznete zde symboly s tečkami; trojzubec: 2 tečky, havraní stopa: 3 tečky, symbol centu [¢]: 4 tečky). Zjistíte, že vpravo je žebřík (musíte odhodit zakrvavené dřevo), který vede nahoru. Vyšplhejte po něm a ocitnete se na planině, kde leží mrtvý havran. Dotkněte se ho a zjistíte, že žije. Opakovaně se ho dotkněte (verze iOS) a ze zobáku mu vyleze Noční Havran (Nattravnen). Nyní opět získáte klíč, který vám již zůstane.
Vydejte se k zamčené bráně, odemkněte ji, avšak nevstupujte dovnitř. Vraťte se a projděte lesem kolem čtyř stromů se symboly (není nutné stromy obcházet, symboly jsou následující: Mylingen (mrtvé dítě) a Bäckahästen (kůň): trojzubec, Nattravnen (havran): havraní stopa, Skogsåret (žena): symbol centu).
Vraťte se k vysokému kameni se symboly otisků prstů. Položte své dva prsty na symboly (verze iOS) a spustí se animace, která vám, podobně jako panenka v budce, ukáže kód; doleva, doprava, doleva, doleva, doprava, doleva, doprava.
Vraťte se k otevřené bráně a projděte dovnitř, na hřbitov. Zde stojí pět náhrobků (zleva: se symbolem ženy, koně, kozla, malého dítěte a havrana). První, se symbolem ženy uchopte a vytáhněte tak, aby byly vidět čtyři tečky. Následující vytáhněte tak, aby byly vidět dvě tečky, náhrobek s kozlem přeskočte, následující vytáhněte také pouze tak, aby byly vidět jen dvě tečky a u posledního jej vytáhněte tak, aby byly vidět tři tečky (podle kódů z jeskyně a stromů). Všechny náhrobky zmizí do země a můžete pokračovat ke kostelu.

#### 4. část
Uchopte kostel (3D náhled) a otáčejte (1 otočka = 360 stupňů) podle kódu z vysokého kamene (doleva, doprava, atd. ...). Po každém otočení by se měla hlava kozla zvýraznit. Po posledním otočení se otevřou dveře a můžete vejít. Uvnitř byl obávaný Kyrkogrimen. Rozevřete pohybem (dvěma prsty, iOS) jeho plášť a udeřte jej opakovaně do srdce. Kyrkogrimen exploduje a obrazovka se rozdělí na horní a dolní část. Odsuňte obě části a dostanete se k závěrečným hlavolamům.

#### 5. část
Zobrazí se první kámen, u kterého musíte zničit jeho světlé části (kliknutím na ně). U následujícího musíte změnit jeho barvu (klikáním na jeho části). Další obrazec má kolem sebe tělesa, která se skládají z různého počtu černých teček. Zničte je kliknutím od nejmenší (1) po největší (6). Další kámen má kolem sebe opět rotující částečky, které musíte roztočit kolem něj. Když se jedna z nich přichytne na kámen, musíte změnit pohybem směr jejich rotace. Až se přichytí všechny, objeví se další obrazec. Jedná se o model hlavy Kyrkogrimena, kterým musíte otáčet tak dlouho, až nakonec změní tvar.
Nastává den, objevuje se scéna, po které se pohybujte doprava. Hlavní hrdina nyní vidí svou předpověď budoucnosti. Tím je skončena celá Year Walk.

#### Epilog
Následuje epilog, ve kterém se dozvídáte přístupové heslo (1894) k bonusu, obsaženém v Companionu. Ten obashuje texty ohledně årsgångu a také klíč k (alternativnímu/úplnému) dokončení příběhu.

## Recenze
Year Walk byla kritiky přijata velice dobře. Podle stránky Metacritic získala hra skóre 87 bodů ze 100 na základě 32 recenzí. Na žebříčku společnosti Pocket Gamer se Year Walk umístila mezi 10 nejlepšími aplikacemi pro iPhone a iPad.
Za rok 2013 se prodalo 200 000 kopií hry.